# Уряд Лукаса Пападімоса
Уряд Лукаса Пападімоса був сформований 11 листопада 2011 року.
6 листопада 2011 року на тлі глибокої економічної та політичної кризи прем'єр-міністр Йоргос Папандреу скликав екстрену нараду із лідерами опозиційних партій. Того самого дня він оголосив про намір добровільно скласти свої повноваження на посту прем'єр-міністра країни. Наприкінці дня Папандреу та Антоніс Самарас, лідер найбільшої опозиційної партії Нова Демократія, узгодили створення коаліційного уряду національної єдності, який проведе програму порятунку країни від дефолту. Наступні позачергові парламентські вибори первісно були призначені на 19 лютого 2012 року.
Серед потенційних наступників Папандреу найвірогіднішими вважалися Лукас Пападімос, колишній голова Центробанку Греції та віце-президент Європейського Центробанку. Зрештою він і очолив новий уряд широкої коаліції. 11 квітня 2012 року Лукас Пападімос під час засідання Кабінету міністрів оголосив остаточну дату дострокових виборів — 6 травня 2012 року.
| Міністерство                                                                                     | Чинний міністр         | Партія       | Партія          | Початок повноважень |
| ------------------------------------------------------------------------------------------------ | ---------------------- | ------------ | --------------- | ------------------- |
| Прем'єр-міністр                                                                                  | Лукас Пападімос        | безпартійний | безпартійний    | 11 листопада 2011   |
| Віце-прем'єр-міністр                                                                             | Теодорос Пангалос      |              | ПАСОК           | 7 жовтня 2009       |
| Міністр фінансів                                                                                 | Філіппос Сахнідіс      |              | ПАСОК           | 21 березня 2012     |
| Міністр внутрішніх справ, децентралізації та електронного управління                             | Анастасіос Янніціс     |              | ПАСОК           | 11 листопада 2011   |
| Міністр адміністративної реформи та електронного управління                                      | Дімітріос Реппас       |              | ПАСОК           | 17 червня 2011      |
| Міністр закордонних справ                                                                        | Ставрос Дімас          |              | Нова Демократія | 11 листопада 2011   |
| Міністр національної оборони                                                                     | Дімітріс Аврамопулос   |              | Нова Демократія | 11 листопада 2011   |
| Міністр економіки і конкурентоспроможності                                                       | Анна Діамантопулу      |              | ПАСОК           | 7 березня 2012      |
| Міністр охорони навколишнього середовища, енергетики та змін клімату                             | Йоргос Папаконстантіну |              | ПАСОК           | 17 червня 2011      |
| Міністр у справах освіти та релігії                                                              | Георгіос Бабініотіс    | безпартійний | безпартійний    | 7 березня 2012      |
| Міністр інфраструктури, транспорту та мереж                                                      | Макіс Ворідіс          |              | Нова Демократія | 11 листопада 2011   |
| Міністр праці і соціального захисту                                                              | Йоргос Кутруманіс      |              | ПАСОК           | 17 червня 2011      |
| Міністр охорони здоров'я та соціальної солідарності (медичного забезпечення незаможних громадян) | Андреас Ловердос       |              | ПАСОК           | 7 вересня 2010      |
| Міністр з розвитку сільських районів і продовольства                                             | Костас Скандалідіс     |              | ПАСОК           | 7 вересня 2010      |
| Міністр юстиції, прозорості і прав людини                                                        | Мільтіадіс Папаіоанну  |              | ПАСОК           | 17 червня 2011      |
| Міністр із захисту громадян                                                                      | Міхаліс Хрисохоїдіс    |              | ПАСОК           | 7 березня 2012      |
| Міністр культури і туризму                                                                       | Йоргос Нікітіадіс      |              | ПАСОК           | 17 лютого 2012      |
| Державний міністр при прем'єр-міністрі                                                           | Георгіос Ставропулос   | безпартійний | безпартійний    | 11 листопада 2011   |
| Державний міністр при прем'єр-міністрі та речник уряду                                           | Пантеліс Капсіс        | безпартійний | безпартійний    | 11 грудня 2011      |